# 1291 w literaturze
Wydarzenia literackie w 1291 roku.

## Zmarli
- Sadi z Szirazu – perski poeta (ur. 1213)[1]